# Vollmershalde
Das Gebiet Vollmershalde ist ein mit der Verordnung vom 10. September 1993 durch das Regierungspräsidium Tübingen ausgewiesenes Naturschutzgebiet (NSG-Nummer 4.229) und ein ergänzendes Landschaftsschutzgebiet östlich des Rottenburger Stadtteils Hemmendorf im Landkreis Tübingen in Baden-Württemberg, Deutschland.

## Lage
Das rund 52 Hektar (ha) große Naturschutzgebiet Vollmershalde gehört zum Naturraum Schönbuch und Glemswald. Es liegt am südwestlichen Übergang des Rammerts zu den fruchtbaren Ebenen der Oberen Gäue. Die in früheren Zeiten als Weinberge genutzten Hänge befinden sich auf einer Höhe von 450 m ü. NN bis 520 m ü. NN. Überreste dieser Nutzung sind noch in Form von kleinen Mauern und Treppen vorhanden.
Das gleichnamige Landschaftsschutzgebiet mit der Schutzgebietsnummer 4.16.018 und einer Größe von 6,2 Hektar hat eine Schutz- und Pufferfunktion gegen die bebauten Gebiete der Ortschaft Hemmendorf. Das Naturschutzgebiet liegt vollständig im 2886,0 ha großen FFH-Gebiet Rammert.

## Flora und Fauna
In den ebenen Flächen oberhalb der Hangkante finden sich wärmeliebende Pflanzengesellschaften der Waldränder und Eichen-Buchenwälder. In den oberen Bereichen mit einer stärkeren Hangneigung wachsen Halbtrockenrasen und Pflanzen der Saumgesellschaften wie Geißklee, Traubige Graslilie, Blut-Storchschnabel und Hirschwurz-Haarstrang. In den ehemaligen Weinbergen kommen Stachelbeere, Deutsche Schwertlilie, Wilde Tulpe und Knoblauch vor. Auf den Magerwiesen befinden sich inzwischen auch Gebüsche und aufgeforsteter Baumbestand. Den Hangfuß bilden Salbei-Haferglattwiesen mit alten Streuobstbäumen, Zittergras, Pippau, Wiesen-Glockenblumen, Wiesen-Salbei und Margeriten. Die Streuobstbäume bieten Lebensraum für Höhlenbrüter wie Grünspecht oder Wendehals (Vogel). Weiterhin wurden 13 Orchideenarten, 54 Wildbienenarten und 9 gefährdete Stechimmen nachgewiesen.

## Schutzzweck
Wesentlicher Schutzzweck ist die Erhaltung der historischen Kulturlandschaft mit ihren unterschiedlichen Habitaten für gefährdete Tier- und Pflanzenarten.